# Création, Public, Internet
Pour les articles homonymes, voir CPI.
Création, Public, Internet est une plateforme de débat public formée en réponse au projet de loi HADOPI. Elle s'est regroupée autour de la "Lettre ouverte aux spectateurs citoyens" publiée par un collectif d'artistes issus du monde du cinéma, le SAMUP, l'UFC Que choisir, l'Isoc France et la Quadrature du net.

## Objectifs
La plateforme "Création, Public, Internet" a été fondée dans l'objectif d'émettre une critique constructive du projet de loi HADOPI. Mais elle a surtout pour mission d'organiser un débat sur les réels problèmes de la création à l'heure d'internet et du financement de la culture. Dans ce débat les différentes voies sont abordées de manière constructive et pragmatique, au travers de conférences, débats et publications. Elle poursuit ses travaux à la suite de la promulgation de l'Hadopi, orientant ses recherches vers les systèmes de licence légales.

## Participants
Les membres fondateurs sont le collectif Pour le Cinema (Juan Branco), le SAMUP (François Nowak), l'UFC Que choisir (Edouard Barreiro), l'Isoc France (Paul Guermonprez, Gérard Dantec) et la Quadrature du net (Philippe Aigrain).
La plateforme a vocation à faire débattre une grande variété d'intervenants sur différentes voies possibles : artistes, juristes, ingénieurs notamment. Le critère principal nécessaire pour participer est l'acceptation des 4 valeurs fondamentales.